# Debuu
Debuu är en ö i Marshallöarna.   Den ligger i kommunen Kwajalein, i den nordvästra delen av Marshallöarna, 500 km nordväst om huvudstaden Majuro.
Terrängen på Debuu är varierad.